# Plurigens phenax
Plurigens phenax је врста морских шкољки из рода Plurigens, породице Veneridae, тзв, Венерине шкољке. Таксон се сматра не прихваћеним.